# Nevio
Nevio [ˈnɛː.vjo] ist ein männlicher Vorname.

## Herkunft und Bedeutung
Beim Namen Nevio handelt es sich um eine jüngere italienische Variante des römischen Gentilnamens und Cognomens Naevius, welches sich vom lateinischen naevus „Muttermal“ ableitet.

## Verbreitung
In der Schweiz hat sich der Name Nevio unter den beliebtesten Jungennamen etabliert. Im Jahr 2005 trat er mit Rang 55 erstmals in die Top-100 der Vornamenscharts ein. Mit Rang 32 erreichte er 7 Jahre später seine bislang höchste Platzierung. Zuletzt stand er auf Rang 73 der Hitliste (Stand 2021).
In Österreich wird Nevio seit 2006 regelmäßig vergeben. Nachdem er im Vorjahr kein einziges Mal vergeben worden war, stieg er mit 41 Meldungen auf Rang 117 der Vornamenscharts. Dies ist bis heute die höchste Platzierung, die der Name erreichte. Im Jahr 2021 belegte er Rang 252 der Charts.
In Deutschland tauchte der Name ebenfalls im Jahr 2006 zum ersten Mal in der Statistik auf und erreichte Rang 132. Vermutlich besteht ein Zusammenhang mit Nevio Passaro, der im Februar 2006 an der Fernsehshow DSDS teilnahm. Seitdem sinkt die Popularität des Namens mit leichten Schwankungen. Im Jahr 2022 belegte er Rang 264 der Vornamenscharts. Am häufigsten wird der Name in Baden-Württemberg vergeben.
Auch in Italien und Kroatien ist der Name geläufig.

## Varianten
Die weibliche Form des Namens lautet Nevia, die lateinische Ursprungsform Naevius.

## Namensträger
- Nevio De Zordo (1943–2014), italienischer Bobfahrer
- Nevio Passaro (* 1980), deutscher Sänger
- Nevio Scala (* 1947), italienischer Fußballtrainer
- Nevio Wendt (* 2006), deutscher Schauspieler